# For Free (David Crosby)
For Free è l'ottavo album in studio del musicista statunitense David Crosby, pubblicato nel 2021.
La copertina dell'album presenta un ritratto della cantautrice e attivista statunitense Joan Baez, da sempre amica di Crosby.

## Tracce
1. River Rise (featuring Michael McDonald) – 3:33 (David Crosby, James Raymond, Michael McDonald)
2. I Think I – 4:52 (Crosby, Raymond, Steve Postell)
3. The Other Side of Midnight – 3:14 (Raymond)
4. Rodriguez for a Night – 3:17 (Crosby, Donald Fagen, Raymond)
5. Secret Dancer – 3:14 (Crosby, Raymond)
6. Ships in the Night – 3:25 (Crosby)
7. For Free (featuring Sarah Jarosz) – 3:43 (Joni Mitchell)
8. Boxes – 4:14 (Raymond)
9. Shot at Me – 3:13 (Crosby, Dean Parks)
10. I Won't Stay for Long – 4:29 (Raymond)